# Antonio Benigno Rins
Antonio Benigno Rins (Río Cuarto, Córdoba, Argentina) es un político argentino perteneciente a la Unión Cívica Radical, ex intendente de la ciudad de Río Cuarto y ex Legislador Provincial.
Inició su carrera política en la Unión Cívica Radical, desempeñándose como concejal de Río Cuarto entre 1987 y 1991. Posteriormente, fue elegido intendente de la ciudad en 1991 y reelecto en 1995, gobernando hasta 1999.
En 2004, tuvo un tercer periodo en la intendencia de Río Cuarto, ejerciendo el cargo hasta 2008. En 2007, fue candidato a vicegobernador de la provincia de Córdoba acompañando a Luis Juez. En 2015, regresó a la política provincial al ser electo legislador por el distrito único en la Legislatura de la Provincia de Córdoba, cargo que desempeñó hasta 2023 tras ser reelecto en las Elecciones provinciales de Córdoba de 2019 donde encabezó la lista de la Unión Cívica Radical.